# Adalbert van Beieren

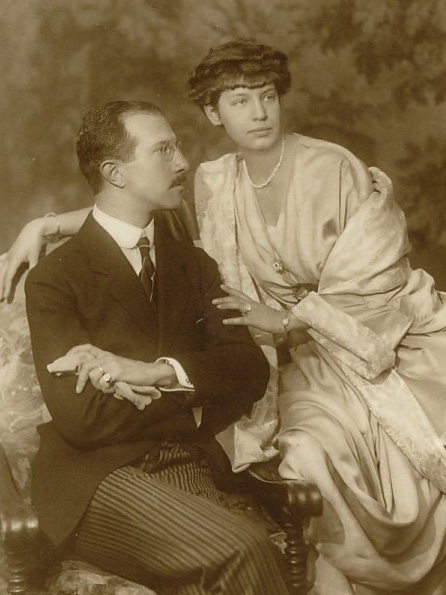
Adalbert van Beieren met gravin Augusta von Seefried, foto uit 1919 van Franz Grainer

Adalbert van Beieren (München, 6 juni 1886 – aldaar, 29 december 1970) was een Beierse prins, historicus en diplomaat. Adalbert was een zoon van prins Lodewijk Ferdinand van Beieren en diens vrouw Maria de la Paz.
Adalbert diende als officier in de Eerste Wereldoorlog. Aanvankelijk aan het front, later als lid van de generale staf. Na de revolutie van 1918 verliet hij het leger, om geschiedenis te gaan studeren aan de Ludwig-Maximiliaans-Universiteit in München. Daar promoveerde hij ook, waarna hij verschillende publicaties op zijn naam bracht. 
Bij het begin van de Tweede Wereldoorlog werd hij weer onder de wapenen geroepen. Hij diende in de generale staf onder Wilhelm Ritter von Leeb, met wie hij zijn leven lang bevriend bleef. In 1941 werd hij, ten gevolge van de zogenaamde Prinzenerlass (een maatregel waarbij Hitler alle nakomelingen van voormalige Duitse vorstendommen uit het leger ontsloeg), met ontslag gestuurd. Hij trok zich terug op zijn slot, om zich, tijdens het Amerikaanse bewind bezig te houden met de opbouw van het Beierse Rode Kruis.
In 1952 werd Adalbert door Konrad Adenauer benoemd tot ambassadeur van de Bondsrepubliek Duitsland in Spanje.
In 1919 trouwde hij met Auguste von Seefried auf Buttenheim. Met haar kreeg hij twee kinderen:
- Constantijn Leopold (25 augustus 1920 – 30 juli 1969), huwde met Maria Adelgonde van Hohenzollern-Sigmaringen (19 februari 1921 – 23 mei 2006)
- Alexander (1923 – 2001)

## Werken
- Das Ende der Habsburger in Spanien (2 Bände). Bruckmann Verlag, München 1929
- Vier Revolutionen und einiges dazwischen. Siebzig Jahre aus dem Leben der Prinzessin Ludwig Ferdinand von Bayern, Infantin von Spanien. Hans Eder Verlag, München, 1932
- An Europas Fürstenhöfen. Lebenserinnerung der Infantin Eulalia von Spanien 1864-1931. Verlag Robert Lutz Nachfolger Otto Schramm, Stuttgart, 1936
- Eugen Beauharnais. Der Stiefsohn Napoleons. Ein Lebensbild. Propyläen Verlag, Berlin, 1940
- Nymphenburg und seine Bewohner. Oldenbourg Verlag, München, 1949
- Max I. Joseph von Bayern. Pfalzgraf, Kurfürst und König. Bruckmann Verlag, München, 1957
- Die Herzen der Leuchtenberg. Chronik einer napoleonisch-bayerisch-europäischen Familie. Prestel Verlag, München, 1963
- Der Herzog und die Tänzerin. Die merkwürdige Geschichte Christians IV. von Pfalz-Zweibrücken und seiner Familie. Pfälzische Verlagsanstalt, Neustadt/Weinstraße, 1966
- Als die Residenz noch Residenz war. Prestel Verlag, München, 1967
- Die Wittelsbacher. Geschichte unserer Familie. Prestel Verlag, München, 1979
- Erinnerungen 1900-1956. Langen-Müller Verlag, München, 1991

- Biblioteca Nacional de España: XX1207713
- Bibliothèque nationale de France: cb123629841 (data)
- Gemeinsame Normdatei: 118958828
- International Standard Name Identifier: 0000 0001 0906 7496
- Library of Congress Control Number: n91047664
- Nationale Bibliotheek van Tsjechië: ola2003209207
- Nationale Bibliotheek van Israël: 987007271798905171
- Nationale Bibliotheek van Polen: a0000002467823
- Nederlandse Thesaurus van Auteursnamen: 072590912
- Système universitaire de documentation: 067066852
- Trove: 1171389
- Virtual International Authority File: 60721640
- WorldCat: E39PBJvXhyMQqqCrHptwFhHHmd